# Struthiopteris brasiliensis
Struthiopteris brasiliensis là một loài dương xỉ trong họ Blechnaceae. Loài này được Maxon & C.V.Morton mô tả khoa học đầu tiên năm 1939.
Danh pháp khoa học của loài này chưa được làm sáng tỏ. 